# Parborlasia dahli
Parborlasia dahli är en djurart som tillhör fylumet slemmaskar, och som beskrevs av Friedrich 1970. Parborlasia dahli ingår i släktet Parborlasia och familjen Cerebratulidae. Inga underarter finns listade i Catalogue of Life.